# Hengsberg (Pirmasens)
Hengsberg ist ein Stadtteil von Pirmasens.

## Lage
Hengsberg liegt im Nordwesten der kreisfreien Stadt Pirmasens am Übergang des Pfälzerwaldes in das Zweibrücker Hügelland. Südlich des Siedlungsgebiets verläuft halbkreisförmig in Ost-West-Richtung der Blümelsbach. Südlich von Hengsberg befindet sich eine ungefasste Quelle – oft als Bösbrunnen bezeichnet –, die als Naturdenkmal eingestuft ist.

## Geschichte
Wohl ab dem 7. Jahrhundert existierend, wurde der Ort 1473 erstmals erwähnt. Erst gehörte Hengsberg zum Kloster Hornbach, anschließend bis Ende des 18. Jahrhunderts zum Herzogtum Pfalz-Zweibrücken. Von 1798 bis 1814, als die Pfalz Teil der Französischen Republik (bis 1804) und anschließend Teil des Napoleonischen Kaiserreichs war, war Hengstberg – so die damalige Schreibweise – in den Kanton Pirmasens eingegliedert und unterstand der Mairie Windsberg. 1815 hatte der Ort 116 Einwohner. Ab 1816 gehörte der Ort zu Bayern. Von 1818 bis 1862 war der Ort Bestandteil des Landkommissariat Pirmasens, das anschließend in ein Bezirksamt umgewandelt wurde. Während der 1860er Jahre existierten Pläne, die geplante Bahnstrecke Landau–Zweibrücken unter anderem über Pirmasens und Hengsberg zu führen. Diese setzten sich jedoch aufgrund der schwierigen Topographie in diesem Bereich nicht durch.
Ab 1938 war der Ort Bestandteil des Landkreises Pirmasens. 1940 folgte die Trennung von Hengsberg und Höheischweiler von Nünschweiler. Nach dem Zweiten Weltkrieg wurde Hengsberg innerhalb der französischen Besatzungszone Teil des damals neu gebildeten Landes Rheinland-Pfalz. 1953 erlangte Hengsberg kommunale Selbstverwaltung. Doch bereits am 7. Juni 1969 wurde der Ort im Zuge der ersten rheinland-pfälzischen Verwaltungsreform in die kreisfreie Stadt Pirmasens eingemeindet und ist dort ein Ortsbezirk. Somit bildete Hengsberg lediglich 16 Jahre lang eine selbständige Gemeinde.

## Name
Der Name Hengsberg ist vermutlich auf einen gewissen Heinrich zurückzuführen, nach dem die Siedlung anfangs "Heinrichsberg" genannt wurde. Nach verschiedenen kleineren Abänderungen des Ortsnamens wurde schließlich erst 1863 Hengsberg gebräuchlich.

## Politik

### Ortsbeirat
Für den Stadtteil Hengsberg wurde ein Ortsbezirk gebildet. Dem Ortsbeirat gehören sieben Beiratsmitglieder an, den Vorsitz im Ortsbeirat führt der direkt gewählte Ortsvorsteher.
Wie bei den vorangegangenen Wahlen hat die CDU auch 2024 wieder eine absolute Mehrheit im Rat erreicht. Für weitere Informationen zum Ortsbeirat siehe die Ergebnisse der Kommunalwahlen in Pirmasens.

### Ortsvorsteher
Der Ortsvorsteher von Hengsberg ist Walter Kossin (CDU). Er wurde bei der Direktwahl am 26. Mai 2019 mit einem Stimmenanteil von 83,45 % gewählt und ist damit Nachfolger von Peter Resch (CDU). Bei der Direktwahl am 9. Juni 2024 wurde er als einziger Bewerber mit 86,7 % für weitere fünf Jahre im Amt bestätigt.

## Infrastruktur
Ab 1958 erfolgte die Wasserversorgung für die Dauer mehrerer Jahrzehnte vom Fehrbacher Wasserturm aus. Der Ort ist über die von der Stadtwerke Pirmasens Verkehrs GmbH betriebene Buslinie 205 des Verkehrsverbundes Rhein-Neckar, die ihn mit Fehrbach sowie dem Pirmasenser Exierzierplatz und dem Stadtviertel Kirchberg verbindet, an den Nahverkehr angeschlossen. Mit Fehrbach ist der Ort außerdem durch die Kreisstraße 6 verbunden. Nordwestlich von Hengsberg verläuft die Bundesautobahn 62 und nördlich die Bundesstraße 10. Mit einem Grabstein und dem Glockenturm existieren vor Ort zwei Objekte, die unter Denkmalschutz stehen.